# Francisco Moreno Domagoso
Francisco Moreno Domagoso, conhecido como Yorme Isko, (Tondo, 24 de outubro de 1974) é um ator e político filipino. Ele é o 27º prefeito e ex-vice-prefeito da cidade de Manila, capital das Filipinas; e um ex-conselheiro de três mandatos do primeiro distrito congressional da cidade. Ele era ator, usando o pseudônimo de Isko Moreno, que começou como ídolo da manhã e mais tarde ficou conhecido por seus papéis maduros durante seu breve período no gênero de filmes emocionantes que predominaram no país nos anos 90.